# اسکار کارمونا
اسکار کارمونا (انگلیسی: Óscar Carmona؛ ۲۴ نوامبر ۱۸۶۹ – ۱۸ آوریل ۱۹۵۱) یک سیاست‌مدار اهل پرتغال بود.